# Senado de Paraguay
El Senado de Paraguay o Cámara de Senadores de Paraguay (oficialmente Honorable Cámara de Senadores de la República del Paraguay) es la Cámara Alta del Congreso de Paraguay. Tiene 45 miembros, elegidos por un período de cinco años por representación proporcional. Acorde con la Constitución vigente desde 1992, el presidente del Senado queda segundo en la línea presidencial, por detrás del vicepresidente y seguido por el presidente de la Cámara de Diputados y el presidente de la Corte Suprema de Justicia.

## Organización y funciones

### Composición y elección
La Cámara de Senadores de Paraguay se constituye como la Cámara Alta dentro del Poder Legislativo, cuyos miembros son elegidos por el cuerpo electoral a través del sufragio universal, directo y proporcional, conforme a las disposiciones establecidas en el régimen electoral vigente. La integración de esta cámara contempla un mínimo de cuarenta y cinco senadores titulares y treinta suplentes, quienes son electos en una única circunscripción nacional. Esta cantidad puede ser ampliada por ley en función del crecimiento del padrón electoral.

### Requisitos para ser senador
Para acceder al cargo de senador, ya sea titular o suplente, se requiere la nacionalidad paraguaya natural y haber alcanzado la edad mínima de treinta y cinco años, conforme a lo estipulado en el artículo 223 de la Constitución Nacional.

### Atribuciones exclusivas
Entre las atribuciones que la Carta Magna le confiere con carácter exclusivo, se encuentran la facultad de iniciar el tratamiento legislativo de proyectos relativos a tratados y acuerdos internacionales; la prestación de acuerdo constitucional para ascensos militares y policiales desde el grado de coronel del Ejército o su equivalente, y desde el de comisario principal en el ámbito de la Policía Nacional; así como para la designación de embajadores y ministros plenipotenciarios. También le compete intervenir en los procedimientos de nominación y designación de magistrados y altos funcionarios conforme a los mecanismos constitucionales, autorizar el envío de fuerzas militares permanentes al exterior o permitir el ingreso de tropas extranjeras al país, y otorgar acuerdo para la designación del presidente y los directores del Banco Central del Paraguay. Asimismo, interviene en la designación de los representantes paraguayos ante los entes binacionales (Itaipú y EBY), además de ejercer cualquier otra competencia que la Constitución de Paraguay le confiera expresamente.

## Últimas elecciones
|                                       |                                       |                               |         |               |               |
| Partido/Concertación/Movimiento       | Partido/Concertación/Movimiento       | Votos                         | %       | Bancas (2023) | Bancas (2018) |
|                                       | Partido Colorado                      | 1.317.463                     | 43.68 % | 23            | 17            |
|                                       | Alianza Senadores por la Patria       | 701.547                       | 23.26 % | 12            | 13            |
|                                       | Movimiento Cruzada Nacional           | 331.657                       | 11.0 %  | 5             | 1             |
|                                       | Alianza Encuentro Nacional            | 148.344                       | 4.92 %  | 2             | 2             |
|                                       | Partido Patria Querida                | 72.373                        | 2.40 %  | 1             | 3             |
|                                       | Frente Guasú                          | 60.714                        | 2.01 %  | 1             | 6             |
|                                       | Yo Creo                               | 56,446                        | 1.96 %  | 1             | 0             |
| Votos nulos/en blanco                 | Votos nulos/en blanco                 | Nulos: 13.193 Blanco: 120.637 | ---     |               | ---           |
| Total                                 | Total                                 | 3.016.065                     | 100 %   | 45            | 45            |
| Participación de votantes registrados | Participación de votantes registrados | -                             | 63.25 % | 45            | 45            |
| Fuente: TSJE                          |                                       |                               |         |               |               |

## Lista de senadores (2023-2028)
La siguiente lista de senadores electos se clasifica por partidos políticos, correspondiente al periodo 2023-2028, y puede estar sujeta a cambios: 
Actualizado el 15 de febrero de 2024.
| Partido       | Senador               | Inicio de mandato       |
| ------------- | --------------------- | ----------------------- |
| ANR           | Juan Afara            | 30 de junio de 2018     |
| ANR           | Antonio Barrios       | 30 de junio de 2018     |
| ANR           | Natalicio Chase       | 30 de junio de 2023     |
| ANR           | Zenaida Delgado       | 30 de junio de 2023     |
| ANR           | Pedro Díaz Verón      | 30 de junio de 2023     |
| ANR           | Juan Carlos Galaverna | 14 de agosto de 2023    |
| ANR           | Erico Galeano         | 30 de junio de 2023     |
| ANR           | Patrick Kemper        | 30 de junio de 2018     |
| ANR           | Gustavo Leite         | 30 de junio de 2023     |
| ANR           | Derlis Maidana        | 30 de junio de 2023     |
| ANR           | Carlos Núñez Agüero   | 30 de junio de 2023     |
| ANR           | Basilio Núñez         | 30 de junio de 2023     |
| ANR           | Derlis Osorio         | 30 de junio de 2013     |
| ANR           | Silvio Ovelar         | 5 de agosto de 2004     |
| ANR           | Blanca Ovelar         | 30 de junio de 2013     |
| ANR           | Orlando Penner        | 30 de junio de 2023     |
| ANR           | Luis Pettengill       | 30 de junio de 2023     |
| ANR           | Ramón Retamozo        | 3 de agosto de 2023     |
| ANR           | Hernán Rivas          | 30 de junio de 2023     |
| ANR           | Oscar Salomón         | 30 de junio de 2013     |
| ANR           | Arnaldo Samaniego     | 30 de junio de 2023     |
| ANR           | Lilian Samaniego      | 16 de noviembre de 2004 |
| ANR           | Colym Soroka          | 30 de junio de 2023     |
| ANR           | Lizarella Valiente    | 30 de junio de 2023     |
| ANR           | Mario Varela          | 30 de junio de 2023     |
| ANR           | Javier Vera           | 20 de julio de 2023     |
| ANR           | Javier Zacarías Irún  | 30 de junio de 2018     |
| PLRA          | Hermelinda Alvarenga  | 30 de junio de 2018     |
| PLRA          | Dionisio Amarilla     | 30 de junio de 2023     |
| PLRA          | Líder Amarilla        | 30 de junio de 2023     |
| PLRA          | Celeste Amarilla      | 30 de junio de 2023     |
| PLRA          | Salyn Buzarquis       | 30 de junio de 2018     |
| PLRA          | Noelia Cabrera        | 30 de junio de 2023     |
| PLRA          | José Ledesma          | 30 de junio de 2018     |
| PLRA          | Edgar López           | 30 de junio de 2023     |
| PLRA          | Sergio Rojas          | 30 de junio de 2023     |
| PLRA          | Ever Villalba         | 30 de junio de 2023     |
| PCN           | Yolanda Paredes       | 30 de junio de 2023     |
| PCN           | José Oviedo           | 30 de junio de 2023     |
| PDP           | Rafael Filizzola      | 30 de junio de 2023     |
| PEN           | Ignacio Iramain       | 15 de febrero de 2024   |
| FGÑ           | Esperanza Martínez    | 30 de junio de 2013     |
| CDN           | Rubén Velázquez       | 30 de junio de 2023     |
| Independiente | Norma Aquino          | 30 de junio de 2023     |
| Independiente | Eduardo Nakayama      | 30 de junio de 2023     |

1. ↑  Jura en lugar del senador electo Juan Carlos Baruja, quien renuncia al escaño para asumir como ministro de Urbanismo, Vivienda y Hábitat.
2. ↑  Electa por Cruzada Nacional. Tras asumir su banca, abandonó el partido. El 11 de septiembre de 2023 se unió al Partido Colorado.
3. ↑  Jura en reemplazo de Carlos Giménez, quien renuncia para asumir como ministro de Agricultura y Ganadería.
4. ↑  Electo por el Partido Político Hagamos. Tras asumir su banca, abandonó el partido. El 9 de marzo de 2024 se unió al Partido Colorado.
5. ↑  Electo por el Partido Patria Querida. Tras asumir su banca, abandonó el partido. El 5 de julio de 2024 se unió al Partido Colorado.
6. ↑  Jura en reemplazo de Enrique Riera, quien renuncia para asumir como ministro del Interior.
7. ↑  Jura como titular en lugar de Rafael Esquivel, conocido como Mbururú, senador electo por Cruzada Nacional (CN). El Senado dictaminó que Mbururú no debía jurar, debido a encontrarse en un proceso penal acusado de abuso sexual infantil, y hacer jurar a Vera como el siguiente candidato en la lista de senadores de CN. Tras asumir su banca, inicialmente se declaró independiente, hasta que el 28 de febrero de 2024 se unió al Partido Colorado.
8. 1 2 3 4  El Partido Liberal Radical Auténtico votó por su expulsión de este, el 3 de marzo de 2024, debido a representar la facción cartista del partido.
9. ↑  Jura en reemplazo de Kattya González, quien fue destituida.
10. ↑  Electa por Cruzada Nacional. Tras asumir su banca, abandonó el partido. El 9 de marzo de 2024 anunció que se uniría al Partido Colorado, mas no figura como afiliada.
11. ↑  Electo por el Partido Liberal Radical Auténtico. Tras asumir su banca abandonó el partido el 4 de diciembre de 2023. Anunció que busca fundar su propio partido, llamado «Partido de los Liberales».